# Sancho IV di Guascogna
Sancho Garcés detto il Grande (spagnolo Sancho Garcés, basco Antzo Gartzia, francese Sanche Gassie, e guascone Sans Gassia; 890 circa – 955 circa) fu duca di Guascogna, dal 920 circa alla sua morte.

## Origine
Secondo la Genealogia Comitum Guasconiæ era il figlio primogenito del duca di Guascogna Garcia II le Courbé (il Gobbo) e della moglie, Amuna (citata nel documento n° XXIII della Gallia Christiana tome I, Instrumenta, datato904), figlia del conte Guglielmo I di Bordeaux. Anche nel codice di Roda, Sancho è citato, assieme ai fratelli, Guglielmo e Arnoldo e le sorelle, Andregoto e Arcibella, come figlio di Garcia II e della moglie (di cui non è precisato il nome).
Garcia II le Courbé (il Gobbo), secondo La Vasconie, étude historique et critique, deux parties, era il figlio primogenito del duca di Guascogna Sancho III Mitarra o Menditarrat e della moglie, Quisilo di Guascogna, figlia del conte García di Bueil.
Secondo la Genealogia Comitum Guasconiæ era il nipote di Sancho III Mitarra o Menditarrat, in quanto figlio di Mitarra Sanchez, figlio di Sancho III e di Andregoto di Navarra, che sarebbe subentrato a suo padre nell'887.

## Biografia
Prima di morire, secondo la Genealogia comitum guasconiae, suo padre, Garcia II, divise i suoi domini tra i tre figli maschi, Sancho, Guglielmo e Arnoldo; la divisione viene confermata anche dal códice de Roda: a Sancho andò la quasi totalità della Guascogna, a Guglielmo il Fidentiacum e ad Arnoldo l'Astaracensem. La divisione del ducato in tre parti è confermato anche dal Cartulaire de Auch, come ci riferisce lo storico medievale francese, Christian Settipani
 García II morì dopo il 920, anno in cui venne redatto il documento che garantiva al figlio Arnoldo, col consenso degli altri due figli l'Astaracensem, e, alla morte del padre, Sancho gli subentrò nel titolo di duca di Guascogna, ma con un territorio ridotto, in quanto in parte era andato ai suoi fratelli Guglielmo I (?-960, le contee d'Armagnac e di Fézensac) e Arnoldo I Nonnat (?-960, la contea d'Astarac) e di conseguenza anche il ducato perse un poco di importanza.
Sancho (Sancius-Garsiæ) viene citato anche nella Ex Historia Abbatiæ Condomensis, dove si conferma che dopo la morte del padre ereditò la Vasconia (Guascogna), assieme al fratello Arnoldo (Arnaldus vocatus cognomento vero Natus), che ereditò l'Astaracensem come figli della contessa Amunia (che non è citata per nome conjux fuit Garsiæ Principis cognomento Curvi) che restaurò l'abbazia di Condom, che era stata distrutta dai Vichinghi.
Il cronista francese Flodoardo (894–966) scrisse nei Flodoardi Annales, che nel 932 Sancho IV (citato nel testo come "Lupus Aznar Vasco", ma accreditato dagli storici come Sancho IV), in compagnia del conte Ermengol di Rouergue e del di lui nipote conte Raimondo Ponzio I di Tolosa si recarono in Borgogna a rendere omaggio a Rodolfo, re dei Franchi occidentali.
Morì, dopo il 950 e prima del 961, e gli subentrò il figlio Sancho.

## Discendenza
Della moglie di Sancho non si conoscono né il nome né gli ascendenti. Secondo il Cartulaire de Auch, come ci riferisce lo storico medievale francese, Christian Settipani, Sancho dalla moglie ebbe due figli maschi, come conferma anche la Genealogia Comitum Guasconiæ, mentre secondo il códice de Roda, Sancho dalla moglie ebbe almeno sei figli quattro maschi e due femmine. Comunque Sancho dalla moglie ebbe sette (o nove) figli:
- Garcia[13], morto bambino[15]
- Sancho[1][13] (?-961[15]), duca di Guascogna
- Guglielmo I[1][13] (?-997), duca di Guascogna[15]
- Gombaldo[10][13] (?-992), fu conte d'Agen e che, dopo essere rimasto vedovo, abbracciò la vita religiosa, divenne sacerdote e fu ordinato vescovo d'Agen e poi di diverse altre diocesi guascone[16], sino ad essere investito del titolo di vescovo di Guascogna.
Nel 977, secondo il documento n° LXII delle Recueil des chartes de l'abbaye de Saint-Benoît-sur-Loire, assieme al fratello, Guglielmo, restaurò il monastero di Squill, che era stato distrutto dai Normanni[17].
Durante le sue assenze, sostituì il fratello Guglielmo, nella cobduzione del ducato; infatti, nel documento n° LXIII delle Recueil des chartes de l'abbaye de Saint-Benoît-sur-Loire, datato 978, viene citato come duca e vescovo[18].
Infine, nel 988, divenne arcivescovo di Bordeaux[16] (nel documento n° 5 del Cartulaire de l'abbaye de Saint-Cyprien de Poitiers, Archives historiques du Poitou Tome III, Gombaldo si definisce arcivescovo di Bordeaux[19]).
Secondo la Ex Historia Abbatiæ Condomensis, sposò una donna di nobili origini[20], da cui ebbe un figlio:
  - Ugo[20] ( dopo il 29 luglio 911), vescovo d'Agen[20]
- Donato, da cui discenderà la casa di Lomagne[14], che tra il XII e XII secolo otterrà il titolo di conte d'Armagnac
- Udalrico o Odulrico, citato nel documento n° 5 del Cartulaire de l'abbaye de Saint-Cyprien de Poitiers, Archives historiques du Poitou Tome III, che controfirma[19]
- Acibella[13], che sposò Lupo Garcia
- Lucia[13].
- un altro figlio maschio, da cui discesero i visconti d'Orthe i visconti di Marsan e la dinastia dei D'Albret[14].

### Fonti primarie
- (LA)  Rerum Gallicarum et Francicarum Scriptires, tomus XII.
- (LA)  Rerum Gallicarum et Francicarum Scriptires, tomus XI.
- (LA)  Gallia Christiana tome I, Instrumenta.
- (LA)  Monumenta Germaniae Historica, Scriptores, tomus III.
- (LA)  Cartulaire de l'abbaye de Saint-Cyprien de Poitiers, Archives historiques du Poitou Tome III.

### Letteratura storiografica
- René Poupardin, "Ludovico il Pio", cap. XVIII, vol. II (L'espansione islamica e la nascita dell'Europa feudale) della Storia del Mondo Medievale, pp. 558–582.
- (FR)  Vasconie, étude historique et critique, deux parties.
- (FR)  Histoire de Gascogne, Tome I.
- (ES, LA)  Textos navarros del códice de Roda[collegamento interrotto].
- (FR)  Recueil des chartes de l'abbaye de Saint-Benoît-sur-Loire.